# Café torrado

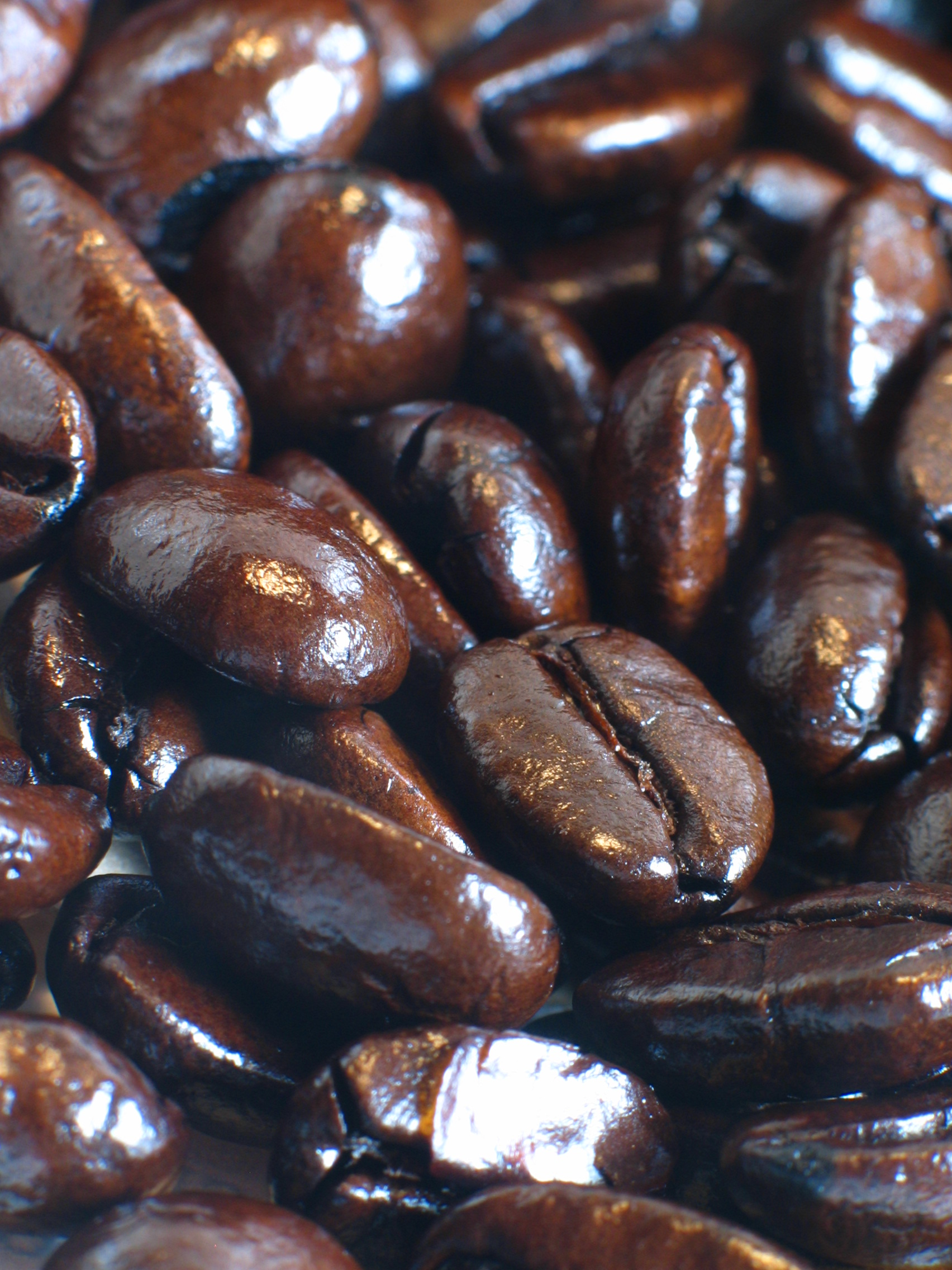
Granos del café torrefactos.

El café torrado o café torrefacto es el producto que se obtiene de la tostadura de los granos de café a los que se les añade una cierta cantidad de azúcar durante dicho proceso. A esta temperatura alta, el azúcar sufre un proceso de transformación en el que se convierte en caramelo formando un recubrimiento de aspecto brillante alrededor de los granos del café.
Esta técnica tuvo su origen  en España, patentada por el español José Gomez Tejedor, quien la desarrolló con el objetivo de poder conservar los granos del café para ser distribuidos dentro y fuera del país.

## Procedimiento
Tal como se indica en la Norma de Calidad para el Café, el café torrefacto es el café tostado en grano, con adición de azúcar, antes de finalizar el proceso de tueste, en una proporción máxima de 15 kilogramos de dichos azúcares (expresados en sustancia seca) por cada 100 kilogramos de café verde, durante el proceso. Al alcanzar temperaturas cercanas a los 200 °C el azúcar se carameliza.

## Objetivo del tueste con azúcar

### Protección frente a la oxidación y a la humedad
El origen se sitúa en Cuba o México. Se cree que fueron los mineros cubanos quienes añadían azúcar a los granos del café, para protegerlos contra la oxidación y contra la humedad y la temperatura alta de la mina, para así mantenerlo en buen estado. De esta forma no se estropeaba, gracias al recubrimiento que forma el azúcar caramelizada alrededor del grano.
Las características de sabor y color que el café torrado entrega en taza forman parte de la identidad del café.

## Países donde se consume el café torrado o torrefacto
La práctica del tueste con azúcar es habitual en: Argentina, Costa Rica,  México (Veracruz y Michoacán), Paraguay, Uruguay, Francia, Portugal y España. También se utiliza en mucha menor medida en otros países como Austria e Italia. En algunas regiones de Asia, como Vietnam o Singapur, se utiliza un proceso similar, en el cual el café se tuesta con azúcar y manteca o margarina. El tueste del café con azúcar sigue siendo una práctica desconocida en muchos países del mundo.

### Café torrefacto en España
En España el introductor del café torrefacto fue José Gómez Tejedor -bajo la marca de cafés La Estrella, en la actualidad propiedad de la multinacional Nestlé- en Badajoz, quien obtuvo la patente del café torrefacto en España en 1901.